# 魯恩

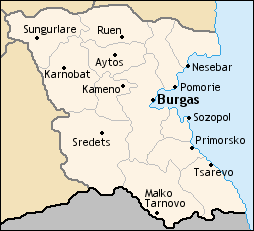

魯恩，是保加利亞的城鎮，位於該國東南部，由布爾加斯州負責管轄，是魯恩市的首府，面積25.88平方公里，2015年人口2,641，人口密度每平方公里102人。
42°48′N 27°17′E / 42.800°N 27.283°E